# Sandy Island (Singapour)
Pour les articles homonymes, voir Sandy Island.
Sandy Island est une île située au sud de l'île principale de Singapour. 

## Géographie
Située au sud de Sentosa, résidentielle, Sandy Island s'étend sur environ 196 m de longueur pour une largeur approximative de 115 m et abrite des résidences de luxe.